# Алтайский завод прецизионных изделий
Алтайский завод прецизионных изделий (АЗПИ) — единственное предприятие в Сибири, выпускающее форсунки и распылители для дизельной топливной аппаратуры. АЗПИ предлагает широкую номенклатуру изделий практически на все отечественные автомобильные и тракторные двигатели. Официальные дистрибьюторы АЗПИ есть в Африке, Египте, в Китае, Сингапуре, Индонезии, в Таиланде, Малайзии, Лаосе, Камбодже, на Филиппинах, наряду с традиционными рынками сбыта в России и странах СНГ.

## История
История Алтайского завода прецизионных изделий начинается с 1958 года, когда в Барнауле на Алтайском моторном заводе было организовано производство распылителей и форсунок. В 1991 году приказом министра автомобильного и сельскохозяйственного машиностроения создаётся самостоятельное предприятие АО «АЗПИ». Уже через год завод первым в Алтайском крае проходит акционирование путём выкупа всего имущества у государства.
В 1994 году АЗПИ выходит на мировой рынок — начинаются регулярные поставки малогабаритных распылителей фирме AMBAC International (США).
Ещё в 1996 году АЗПИ стал заниматься собственным станкостроением — было организовано специальное подразделение, изготавливающее и модернизирующее станки, в которых нуждался завод. Его лучшая разработка — прецизионный электроэрозионный станок для внутренней обработки цилиндра и конуса корпуса малогабаритного распылителя.
В 1997 году АЗПИ приобретает один из корпусов Барнаульского хлопчатобумажного комбината.
В 2003 году, завершив реконструкцию, предприятие осуществляет переезд в новый корпус, в результате чего производственные площади увеличиваются с 16 тыс. м² до 64 тыс. м².
Продукция Алтайского завода прецизионных изделий отмечена многочисленными медалями и дипломами. Среди них — «Платиновый» и «Золотой» знаки качества конкурса «Всероссийская марка (III тысячелетие)», «Знак качества XXI века» (г. Москва), приз «Золотая арка Европы за качество и технологию» (г. Франкфурт), диплом победителя конкурса «100 лучших предприятий и организаций машиностроения России XXI века», знаки «Лучший алтайский товар». С декабря 2012 предприятие начинает крупносерийное производство топливной аппаратуры нового поколения, отвечающего стандартам Евро-4 и Евро-5.
В 2017 году Алтайский завод прецизионных изделий вошел в рейтинг «ТехУспех»: по итогам квалификационного отбора организация была включена в ТОП-15 компаний по экспорту.
В 2018 году на АЗПИ ввели в эксплуатацию первую очередь серийного производства дизельной топливной аппаратуры системы Common Rail.